# 偽鈔者之末路
《偽鈔者之末路》（英語：No Way For Stumer），是從偽鈔的來源、流通，再到警方的偵破和終結，以「超級偽鈔」系列案件為主，本劇全程採用8K高畫質全畫幅攝影機拍攝，在室外追逐、火拼以及飆車等戲份，試圖帶來強烈的視覺上的震撼。由吳優、李卓陽、郝平、宮海濱領銜主演，高翔執導的犯罪動作懸疑劇
。

## 播出時間
| 頻道   | 所在地   | 播映日期     | 播出時間           | 備註 |
| ------ | -------- | ------------ | ------------------ | ---- |
| 愛奇藝 | 中国大陆 | 2019年9月3日 | 每週二至週四 20:00 |      |

## 演員列表

### 主要人物
| 演員   | 角色   | 介紹 |
| 吳優   | 王湘北 | 刑警队唯一的警花，刚强冷艳，任侠好义，敢打敢拼同事相见，多尊称一声“北哥”。                                                                                   |
| 李卓陽 | 魏賢宇 | 刑警，警界新秀，痴情于湘北。 |
| 郝平   | 唐宋   | 伪钞制造者，本是印刷厂的高级技工，平素为人谦和，意外罹患绝症，余生来日无多，本想冒险发一笔小财，却不料失足之后命运失控——他变成了自己曾经痛恨的人。湘北的姊夫 |
| 宮海濱 | 夏炎   | 伪钞案从犯，九零后，非主流，游离在家庭之外，随波逐流，醉饱即眠，不问明朝。                                                                                   |
| 王挺   | 齊天   | 刑警隊隊長 |
| 張晨光 | 鄭九龍 | 九爺 |
| 一真   | 胡正熙 | |
| 郭東文 | 江遠   | |
| 張蓓蓓 | 王湘南 | 唐宋的妻子。 |
| 王菁   | 大軍   | |
| 高煜霏 | 費澤雅 | |

## 外部連結
- 偽鈔者之末路的新浪微博
- 愛奇藝台灣站* 愛奇藝（页面存档备份，存于）